# Flor de Caña
Flor de caña o Ron flor de caña es una marca de ron a base de caña elaborado y distribuido por la Compañía Licorera de Nicaragua S.A (CLNSA). Tiene su sede en Managua, Nicaragua. Esta compañía pertenece al Grupo Pellas. Es considerado unos de los mejores del mundo por su proceso de elaboración, siendo una de estas características la zona, que principalmente está compuesta por suelo rocoso que proviene de un volcán, en donde la caña crece con una única distinción en su sabor.

## Historia
La compañía inicialmente, trató de desarrollar una gran plantación de caña de azúcar para lo cual construyó su primera destilería en 1890 en Chichigalpa, población situada a 120 km de Managua.
Después de construida la destilería, no fue hasta 1937 cuando "CLNSA", elabora el primer ron Flor de Caña. El Grupo Pellas se funda en 1950. Fue la primera compañía en distribuir el ron y en 1959 se exportó por primera vez a Venezuela, Costa Rica y otros países de Centroamérica. Entre los años 1963 y 1965 se modernizó la plantación de Chichigalpa. 8 años después se construyó una segunda destilería en Honduras. La plantación de Chichigalpa se modernizó completamente en el año 1996.

## Reconocimientos
Flor de Caña, es reconocido como uno de los mejores rones de América Latina. Ha ganado más de 120 premios internacionales desde el año 2000 siendo una de las marcas de ron más premiadas desde entonces. Ha obtenido diferentes medallas y ha recibido altas calificaciones por parte de diferentes entusiastas y entendidos en vinos y licores.

## Productos
Flor de caña produce tanto rones blancos como rones oscuros.